# A Song for All Seasons
A Song For All Seasons is het studioalbum van de Britse muziekgroep Renaissance van 1978. Renaissance stabiliseerde haar successen in de Verenigde Staten en het Verenigd Koninkrijk met de combinatie band en orkest. Ze kon daarbij gebruikmaken van onder meer de arrangeur van Electric Light Orchestra, Louis Clark. Daarnaast arrangeerde ook dirigent Harry Rabinovitsj van en voor het Royal Philharmonic Orchestra. Het album werd opgenomen in een tijdspanne van drie maanden tussen november 1977 en januari 1978. Het album bevat veel meer muziek voor de gitaar dan haar voorgangers en er is een eerste compositorische bijdrage van de slagwerker Sullivan. Bij de heruitgave van 2019 viel de recensent van IO Pages op, dat het basgeluid van Camp gelijkenis vertoonde met dat van Chris Squire van Yes.

## Inleiding
Het album werd opgenomen in drie verspreid liggende geluidsstudio’s: Advison, CTS (waar Clark voornamelijk werkte) en Trident Studios. De band nam er drie maanden de tijd voor. Haslam en Sullivan weten in 2019 nog te herinneren dat de keus voor muziekproducent David Hentschel (het album is opgedragen aan Alexandra Hentschel)vooral te danken was aan vakbroeders Genesis, met wie hij een aantal albums opnam na het vertrek van Peter Gabriel. Haslam en Sullivan gaven aan dat zij de vernieuwde klank van die band vanaf A Trick of the Tail aan hem toeschreven. Zij vonden hem in terugblik makkelijk in de omgang, bovendien kon hij John Tout op weg helpen bij het gebruik van synthesizers (Tout was voornamelijk pianist). Louis Clark had Haslam meegenomen van haar soloalbum Annie in Wonderland; zij had hem weer leren kennen via haar vriend Roy Wood enige tijd lid van Electric Light Orchestra met wie Clark werkte. Wood zou haar ook in aanloop tot dit album voor wat betreft zingen een grotere stabiliteit hebben gebracht. De albumtitel werd gekozen, omdat ze zelf A Song for All Seasons de beste track vonden. 
De platenhoes werd geleverd door doorgewinterd hoesontwerper Hipgnosis. Hij beeldde een onbekende vrouw af, terwijl de band in de ogen van Haslam toch al een vrouwelijk lid had; ze had liever gezien dat zij als gezichtsbepaler/frontvrouw van Renaissance was afgebeeld, maar dat stuitte vermoedelijk op bezwaren van andere bandleden.

## Musici
- Annie Haslam - zang
- Jon Camp – basgitaar, achtergrondzang, eerste stem op "Kindness" en "She Is Love"
- Michael Dunford – gitaren
- John Tout – toetsinstrumenten
- Terence Sullivan – slagwerk, percussie
- Betty Thatcher-Newsinger – teksten
- Louis Clark, Harry Rabinovitsj – orkestratie
- Royal Philharmonic Orchestra - orkest; directie Harry Rabinovitsj

## Composities
| Nr. | Titel                                 | Duur |
| --- | ------------------------------------- | ---- |
| 1.  | Opening Out (Camp, Dunford)           | 4:14 |
| 2.  | Day of the Dreamer (Camp, Dunford)    | 9:43 |
| 3.  | Closer than Yesterday (Camp, Dunford) | 3:18 |
| 4.  | Kindness (At the End) (Camp)          | 4:51 |

| Nr. | Titel                                                            | Duur  |
| --- | ---------------------------------------------------------------- | ----- |
| 5.  | Back Home Once Again (Camp, Dunford)                             | 3:15  |
| 6.  | She Is Love (Dunford, Thatcher, (orkestratie Rabinovitsj))       | 4:11  |
| 7.  | Northern Lights (Dunford, Thatcher)                              | 4:06  |
| 8.  | A Song for All Seasons (Camp, Dunford, Sullivan, Thatcher, Tout) | 10:53 |

Northern Lights werd als single uitgegeven en haalde de tiende plaats in de Britse hitlijsten; in Nederland deden album en single hoegenaamd niets. Back Home Once Again was geschreven voor de televisieserie The Paper Laids. Deze serie van Tyne Tees Television liep in twee seizoenen van 1977 tot 1979 en handelde over krantenbezorgers; men vermoedt dat er geen originele opnamen meer beschikbaar zijn; banden werden toen gewist. De titelsong was Sullivans eerste compositorisch bijdrage. Het dateert echter van veel eerder; hij zou het rond 1970 geschreven hebben maar er verder geen aandacht aan besteed hebben. Renaissance kwam echter een intro tot dat nummer tekort, waarop Sullivan het speelde waarop Tout en Camp het oppakten en een geslaagd intro was geboren. Het zorgde qua structuur wel voor hoofdbrekens in de studio, maar het werd toch een sterke livesong.

## Nasleep
Mede door de succesvolle single werd het een van de bestverkochte albums van Reniassance. Het haalde plaats 35 (acht weken) in het Verenigd Koninkrijk en plaats 58 (14 weken) in de Verenigde Staten. De band toerde er rond de verschijningsdatum van het album. Concertorganisatoren wisten niet altijd wat ze met de band aanmoesten. Renaissance trad dan op met bands waarvan de muziek nauwelijks aansloot bij die van hun. Zo wisten Haslam en Sullivan zich te herinneren dat ze optraden met Kiss, Blue Öyster Cult, The Eagles, Chick Corea  en Linda Ronstadt. Ze pikten zo wel op dat Gene Simmons en ook Karen Carpenter fan waren van hun muziek. Het album was ook populair in Japan, daar werd dan ook de eerste heruitgave op compact disc uitgebracht (1991). 

## Versie 2019
In 2019 volgde via Esoteric Recordings een uitgebreide heruitgave met bonustrack en registratie van een (deel van een) concert in Philadelphia (Pennsylvania). Bovenstaande elpee werd in de versie van 2019 met enkele tracks aangevuld alsmede gecompleteerd met een (gedeeltelijke) concertregistratie.

| Nr. | Titel                                                    | Duur |
| --- | -------------------------------------------------------- | ---- |
| 9.  | Northern Lights (singleversie)                           | 3:32 |
| 10. | Day of the Dreamer (BBC Radio One (19 augustus 1978))    | 9:53 |
| 11. | Midas Man (BBC Radio One (19 augustus 1978))             | 3:51 |
| 12. | The Vultures Fly High (BBC Radio One (19 augustus 1978)) | 2:53 |
| 13. | Northern Lights (versie Top of the Pops)                 | 4:24 |

| Nr. | Titel                     | Duur  |
| --- | ------------------------- | ----- |
| 1.  | Can You Hear Me           | 14:34 |
| 2.  | Carpet of the Sun         | 3:55  |
| 3.  | Things I Don’t Understand | 9:47  |
| 4.  | Opening Out               | 4:21  |
| 5.  | Day of the Dreamer        | 10:23 |
| 6.  | Midas Man                 | 4:20  |

| Nr. | Titel                            | Duur  |
| --- | -------------------------------- | ----- |
| 1.  | Northern Lights                  | 4:33  |
| 2.  | A Song for All Seasons           | 11:02 |
| 3.  | Touching Once Is So Hard to Keep | 12:27 |
| 4.  | Ashes Are Burning                | 27:28 |

Studio: Renaissance (1969) · Illusion (1971) · Prologue (1972) · Ashes Are Burning (1973) · Turn of the Cards (1974) · Scheherazade and other stories (1975) · Novella (1977) · A Song for All Seasons (1978) · In the Beginning (1978) · Azure d'Or (1979) · Camera Camera (1981) · Time-Line (1983) · Tuscany (2000) · The Mystic and The Muse (ep) (2010) · Grandine il Vento (2012)
Annie Haslams Renaissance: Blessing in Disguise  (1994)
Michael Dunford's Renaissance: The Other Woman  (1994) · Ocean Gypsy (1997)
Live: Live at Carnegie Hall (1976) · Renaissance Live at the Royal Albert Hall (1977) · BBC Sessions (1999) · Day of the Dreamer (2000) · Renaissance Unplugged (2000) · In the Land of the Rising Sun (2002) · Dreams and Omens (2008) · Renaissance DeLane Lea Studios 1973 (2015) · A symphonic journey (2018)
Compilatie: Tales of 1001 Nights (Parts 1 and 2) (1990) · Da Capo (1995) · Songs from Renaissance Days (1997) · Live & Direct (2002)